# Sergijev Posad
Sergiyev Posad (rusko: Сергиев Посад, IPA: [ˈsʲɛrgʲɪ(j)ɪf pɐˈsat]) je mesto v Moskovski oblasti v Rusiji, ki je upravno središče Sergijevo-Posadskega rajona. Leta 2010 je imelo 111.179 prebivalcev.
V mestu je Trojiški samostan sv. Sergija, kjer je tudi Moskovska teološka akademija.

## Zgodovina
Sergijev Posad je versko središče Moskovske oblasti, saj je bil prvi tamkajšnji samostan ustanovljen leta 1337. Samostan se je začel kot cerkev, ki jo je zgradil Sergij Radoneški iz lesa in leta 1345 je bila prepoznana kot mesto verskega čaščenja. V 
16. in 17. stoletju je versko središče nadaljevalo širjenje v nove samostanske zgradbe, stanovanjske površine in kamnite zidove, ki so preživeli poljsko obleganje med letoma 1608 in 1610. V 18. stoletju so bili leseni samostani večinoma uničeni in začela se je ponovna gradnja in naseljevanje (ceste, hoteli, hlevi in hospic). 
Samostan je bil po ruski revoluciji leta 1919 zaprt kot ostala mesta čaščenja v Sovjetski zvezi. Ime mesta, ki je namigovali na sv. Sergeja ima močne verske konotacije. Sovjetske oblasti so ga spremenile sprva v samo Sergijev, leta 1919 pa v Zagorsk v spomin na revolucionarja Vladimirja Zagorskega.

## Kultura
Kultura Sergijevega Posada se osredotoča na versko in igračarsko zgodoino, pa tudi klasično glasbo in umetnost. Sergijevo-posadski državni zgodovinski in umetnostni muzej vsebuje Lavra kompleks samostanov in muzej Konnij Dvor, ki vsebuje umetnostne in izkopane artefakte. Poleg samostanov Lavre, je bil v moškem samostanu v 19. stoletju zgrajen tudi Černigovski Skete, v katerem je prostora za več kot 400 menihov. Danes je Skete tih in miren, s samo 10 menihi, ki prihajajo da zaključijo vsakodnevne funkcije.
Ruske lesene igrače, matrjoške, je tam izumil umetnik Sergej Maljutin in so zdaj na ogled v Muzeju igrač. Tam je več kot 800 eksponatov, vključno z artefakti iz drugih držav. Zaradi mestnega globokega osredotočanja na umetnost in glasbo ima več šol za otroke, ki so vpisani med šestim in osmim letom.